# Richelieu osztály
A Richelieu osztály a Francia Haditengerészet (Marine nationale) legnagyobb és egyben utolsó csatahajóosztálya volt, egységeit az 1960-as években vonták ki a szolgálatból. Napjainkban is a Franciaországban épített hadihajók között a legnagyobb vízkiszorításúak. Az osztály tervezését az 1930-as években kezdték meg az olasz Littorio osztályra válaszul, gyakorlatilag a Dunkerque csatahajóosztály megnövelt, továbbfejlesztett változata, főfegyverzetül nyolc darab 380 mm-es hajóágyút alkalmaztak két ágyútoronyban a hajó mellső részén.
A francia tervezés a Richelieu osztálynak három alosztályát tervezte megépíteni, összesen négy hajóval, három fejlesztési programban 1935-ben, 1936-ban és 1938. Ezek közül azonban egyedül az első három egység gerince lett lefektetve sólyára. Ezek közül csak az első két egységet fejezték be, a Richelieu-t és a Jean Bart-ot. A második világháború idején csak a névadó volt bevethető, elsőként a Vichy ellenőrizte Dakarnál 1940-ben és a casablancai 1942-es tengeri ütközetben, majd a Torch után 1943 elejétől a Richelieu részt vett a brit Home Fleet-tel és az Eastern Fleet-tel a háború szövetségesi műveleti területein, majd 1945 végétől Indokína partjainál. A Jean Bart-t Franciaország bukásakor testvérhajójával együtt elmenekítették Dakarba, ahol az amerikai–brit–francia partraszállás során az amerikai USS Massachusetts csatahajó ágyúi megrongálták és végül csak jóval a háború befejezése után lett készen teljesen, így a világ legutolsónak befejezett csatahajója címet nyerte el. Részt vett az egyiptomi Port Szaíd elleni hadműveletben 1956-ban a szuezi válság idején. A Richelieu-t 1968-ban, a Jean Bart-t 1970-ben bontották szét.
Az osztály másik két tagja közül a kissé módosított másodlagos fegyverzetű Clemenceau befejezetlen hajótestét a németek megtalálták, és záróhajóként akarták felhasználni, de egy szövetséges légitámadás elsüllyesztette. A negyedik, a Gascogne építése el sem kezdődött. A Gascogne-t megváltozott tervek alapján építették volna, ennél az egységnél csak egy négyágyús 380 mm-es lövegtorony került volna a hajótest elejére, a másik pedig hátra, a tatra.
A francia haditengerészet a Richelieu osztály növelt méretű változataként négy, egyenként 45 500 tonna sztenderd vízkiszorítású, Alsace osztályú csatahajó építését is tervezte, 12 x 380 mm ágyúból álló fő fegyverzettel, 3 db négyágyús fő lövegtoronnyal.

## A hajók felépítése
A Richelieu az egyik legjobb konstrukcióval rendelkező csatahajó volt a második világháborúban. A hajótest elején koncentrált fő fegyverzetével a brit Nelson osztály példáját követte. 8 darab 381 mm-es lövegének a tűzereje megegyezett a Bismarckéval, sőt ágyúinak a lőtávolsága felül is múlta a Bismarckét. Egyetlen kritika a jobb páncélozhatóság és az agresszív üldöző beállítottság miatt az előfedélzeten elhelyezett két négycsövű ágyútornyot éri, ugyanis szerencsés találat esetén a hajó fő fegyverzetének a fele kieshetett volna a harcból, és azokkal hátrafelé lőni egyáltalán nem lehetett. A másodlagos fegyverzetet eredetileg 15 db 15 cm-es löveg alkotta volna, de ezt a számot végül 9 db-ra csökkentették.

Az elődtípus, a Dunkerque osztályú francia csatahajók felépítése
Az elődtípus, a Dunkerque osztályú francia csatahajók páncélzatának felépítése
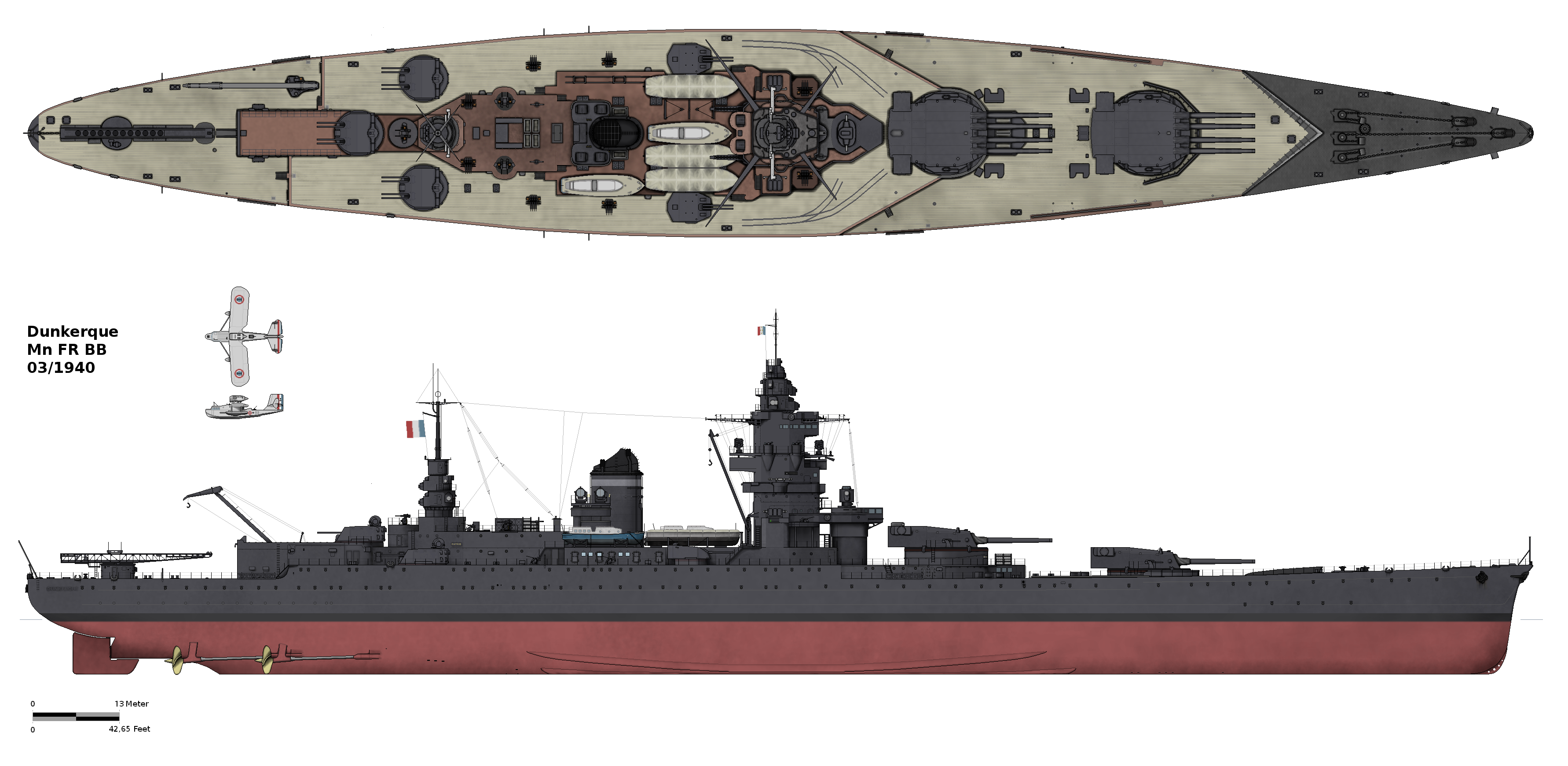
Az elődtípus, a Dunkerque osztályú Dunkerque francia csatahajó 1940-ben
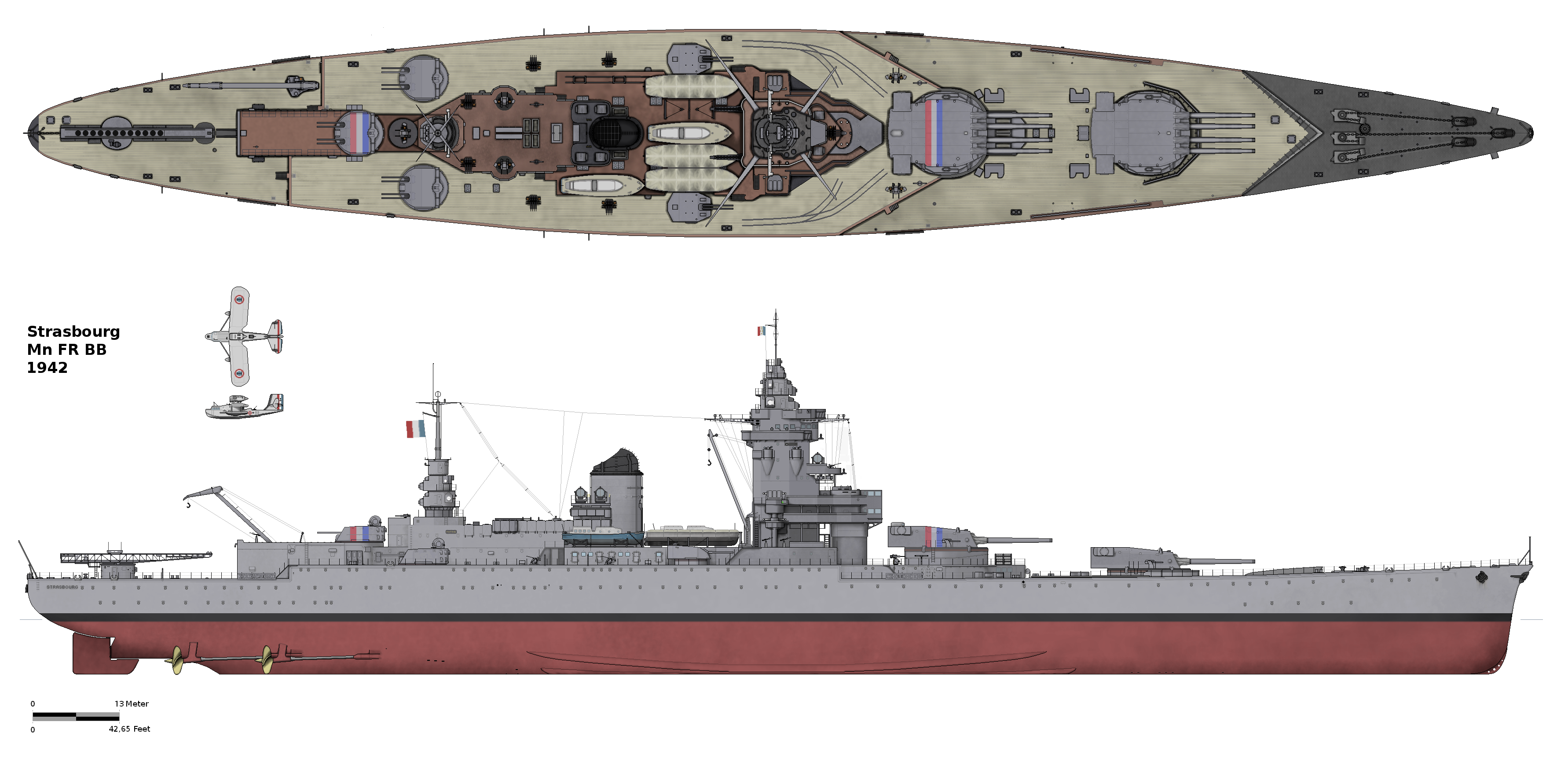
Az elődtípus, a Dunkerque osztályú Strasbourg francia csatahajó 1942-ben

A hajó farfedélzetén egy katapultot helyeztek el a hajó által szállított repülőgépek számára, valamint egy hangárt a tárolásukra és a javításukra. Ezt a Richelieu 1942-es amerikai felújítása során eltávolították és helyére 4 db, egyenként 2 db kétcsövű 40 mm-es légvédelmi gépágyúnak helyt adó lőállást szereltek fel. Ezenkívül még annyi légvédelmi ágyút szereltek fel rá, hogy a világ egyik legerősebb légvédelmével rendelkező csatahajójává vált.
Harcértékét növelte még az általa elérhető maximális sebesség is: a tengeri próbáin 32 csomót mértek, és 30 csomós sebességet volt képes huzamosabb ideig tartani. Mindezt 6 db Indret kazánja és 4 db Parsons turbinája által leadott 150 000 lóerő segítségével érte el.
Hatótávolsága nem tartozott ugyan a kimagaslóan jó értékek közé, 18 csomós sebesség mellett 5000, 24 csomóval pedig 3417 tengeri mérföldet tehetett meg. A 47 548 tonnás maximális vízkiszorítású hajótest remek védettséggel bírt, a hajó 248 méteres hosszának nagy részét az ellenséges gránátoktól erős páncéllemezek védték, melyek vastagsága a vízvonalnál elérte a 387 mm-t.
A páncélfedélzetet nemkülönben erős páncéllemezek védték, melyek vastagsága a felső fedélzeten 170 mm, az alsó fedélzeten, mely a gépházakat védte, pedig 100 mm volt. A víz alatti páncélvédettsége a legjobb volt a világon: a francia mérnököknek sikerült olyan rendszert alkotniuk, mely segítségével a Richelieu és testvérhajói akár súlyos vízalatti károsodást is elviselhettek volna komoly probléma nélkül.

Richelieu osztályú francia csatahajó felépítése
Richelieu osztályú francia csatahajó páncélzatának felépítése
A Richelieu osztály négy 380 mm ágyús lövegtornya

## Fő fegyverzet
A csatahajó fő fegyverzetét összesen nyolc darab 380 mm/45 M1935 típusjelzésű hajóágyú adta, melyeket két négyes lövegtorony között osztottak el. Az elődtípus lövegeihez hasonlóan ez a típus is nagy nyomáson üzemelt, s így kimagasló, 830 m/s kezdősebességet tett lehetővé, 884 kg tömegű páncéltörő gránátok számára. Az Európában hadrendbe állított csatahajók közül egyedül a Littorio osztály egységei vonultattak fel nagyobb torkolati energiájú ágyúkat. Az ágyúk ballisztikai paraméterei és függőleges páncéltörési értékei ennek megfelelően kimagaslónak számítottak, jóllehet a lövedékek lapos röppályája előnytelen becsapódási szögeket eredményezett vízszintes lemezek ellenében. Az ágyuk újra töltéséhez több időre – 45 másodpercre – volt szükség, mint a korabeli Brit és Német lövegek esetén. A nagy nyomás és torkolati sebesség ezen felül viszonylag rövid élettartamot és nagy lövedékszóródást eredményezett, továbbá súlyos üzemzavarokat okoztak a Dakari csata során. E problémák orvoslása végett az ágyúk torkolati sebességét később 785 m/s-ra csökkentették.

## Fő fegyverzet tűzvezetése
A fő fegyverzetet két tüzérségi állas szolgálta ki. Az előárbócon kialakított tüzérségi állás egy 14 méteres bázistávolságú távmérővel lett ellátva, míg a hátulsó harcállás egy 8 méteressel. A fő lövegtornyokat 14 méteres bázistávolságú távmérőkkel látták el.
Az elülső tüzérségi állást 1944-ben egy brit Type 284P típusjelzésű tüzérségi rádiólokátorral szerelték fel. E típus 600 Mhz-es frekvencián és 50 cm-es hullámhosszon üzemelt, 150 kW maximális kimenő teljesítmény mellett, s lehetővé tette ellenséges csatahajók nyomon követeset 22 km-es távolságig.

## Páncélzat
A hajó övvértjét a függőlegestől 15,4 fokban elhajlított, 327 mm vastag lemezek adták. A lemezsor alsó harmada a vízvonal alatt azonban fokozatosan 177 mm-re csökkent. A lemezsor függőleges kiterjedése 5,64 méter, vízszintes kiterjedése 131,45 méter volt.
A fő páncélfedélzet vastagsága 150 mm volt, kivéve a fő lövegtornyok lőszerráktarjai felett, ahol a lemezvastagság elérte a 170 mm-t. A fő páncél fedélzet alatt egy 40 mm vastag repeszfogó fedélzetet alakítottak ki. E felzet széleit 56 fokban elhajlították a vízszintestől és az övvért alsó végpontjához csatlakoztatták. A döntött lemezsor vastagsága 50 mm volt.
Az övvért és a fő páncélfedélzet a közepes tüzérség lövegtornyai mögött, illetve az elülső fő lövegtorony előtt emelt válaszfalakban végződött. A hátulsó válaszfal legnagyobb vastagsága 233 mm, az elülsőé 355 mm volt.
A hátulsó válaszfal mögött egy 100 mm vastag, döntött szélű fedélzetet alakítottak ki a csavartengelyek védelme érdekében. E fedélzet vastagságát 150 mm-re növelték a kormánymű felett, majd egy 150 mm vastag válaszfallal zárták. Az orrot egy 40 mm vastag platformfedélzettel erősítették meg.
A fő lövegtornyok homlokpáncélját 20 fokban döntött, 430 mm vastag lemezek adták. A tetőpáncélzat elől 195 mm, hátul 170 mm vastag volt. A lövegtornyok oldalát 300 mm vastag lemezek védték. Az elülső lövegtorony hátulja 270 mm, a hátulsóé 260 mm vastag volt. A fő páncélfedélzet felett a barbettákat 405 mm vastag páncél védte. A fő páncélfedélzet és a repeszfogó fedélzet között a barbetták 85 mm vastagok voltak.
A közepes tüzérség lövegtornyait 130 mm vastag homlok, valamint 70 mm vastag tető és oldalpáncéllal látták el. A lövegtornyok hátulja 60 mm, barbettáik 100 mm vastagságú volt.
A parancsnoki híd oldalpáncélja elől 340 mm, hátul 280 mm vastag volt. A tetőpáncélt 170 mm-es lemezek adták, míg a padló páncél burkolata 100 mm vastag volt. A kommunikációs csatornát 160 mm vastag páncél védelmezte.
A füstaknákat 300 mm vastag rácspáncél és 20 mm vastag repeszfogó válaszfalak védték.
A felépítmény 10-20 mm vastag páncélzatot kapott.
A torpedó elhárításért összesen öt hosszanti kamra felelt. A legkülső kamrát vízzáró anyaggal, a harmadikat folyadékkal telítették. Az ötödik kamrában kábelek futottak, míg a másodikat és negyediket üresen hagyták. A fő torpedó válaszfalat a negyedik és az ötödik kamra határán emelték. E válaszfal vastagsága a fő keresztbordánál 30 mm volt, de a lőszerraktárak mellett a lemezvastagság elérte a 40-50 mm-t. A torpedó elhárító rendszert a fő keresztirányú válaszfalak határolták.
Az Egyesült Államok haditengerészete által alkalmazott páncéltörési képleten alapuló számítások szerint a hajó a következő immunitási zónákkal rendelkezett az olasz Littorio osztályú csatahajók 381 mm-es, 885 kg tömegű, 850 m/s kezdő sebességgel indított páncéltörő gránátjai ellen:
Motortér)
Alsó átütési határ: 23,1 km
Felső átütési határ: 31,9 km
Távolság az alsó és felső átütési határok között: 8,9 km
Lőszerraktárak)
Alsó átütési határ: 23,1 km
Felső átütési határ: 33,7km
Távolság az alsó és felső átütési határok között: 10,6 km
Fő lövegtornyok barbettái)
Alsó átütési határ: 25,7 km
Felső átütési határ: 29,7 km
Távolság az alsó és felső átütési határok között: 4,4 km
Parancsnoki híd
Alsó átütési határ: 31,0 km
Felső átütési határ: 32,3 km
Távolság az alsó és felső átütési határok között: 1,3 km

## Richelieu
A Richelieu Franciaország bukásakor elmenekült Dakar, Francia Nyugat-Afrika fővárosa kikötőjébe, ám ekkor még csak 95%-ban készült el. Sérülés nélkül megúszott egy brit-szabad francia közös támadást, majd a brit HMS Hermes repülőgép-hordozó Swordfish repülőgépek torpedótalálataitól sérült meg.
A szövetségesek 1942-es észak-afrikai partraszállása után szabad francia kézbe került, New Yorkba küldték, ahol befejeződött építése, majd 1944–45-ben a Sir Bruce Fraser, majd Sir Arthur John Power flottatengernagyok parancsnokolta brit Keleti Flottában (Eastern Fleet) teljesített szolgálatot, a brit HMS Queen Elizabeth, HMS Valiant és HMS Nelson csatahajókkal, valamint az HMS Renown csatacirkálóval egy kötelékben. A háború után Francia Indokínában szolgált, a francia gyarmati uralom elleni függetlenségi mozgalom elfojtását támogatandó.

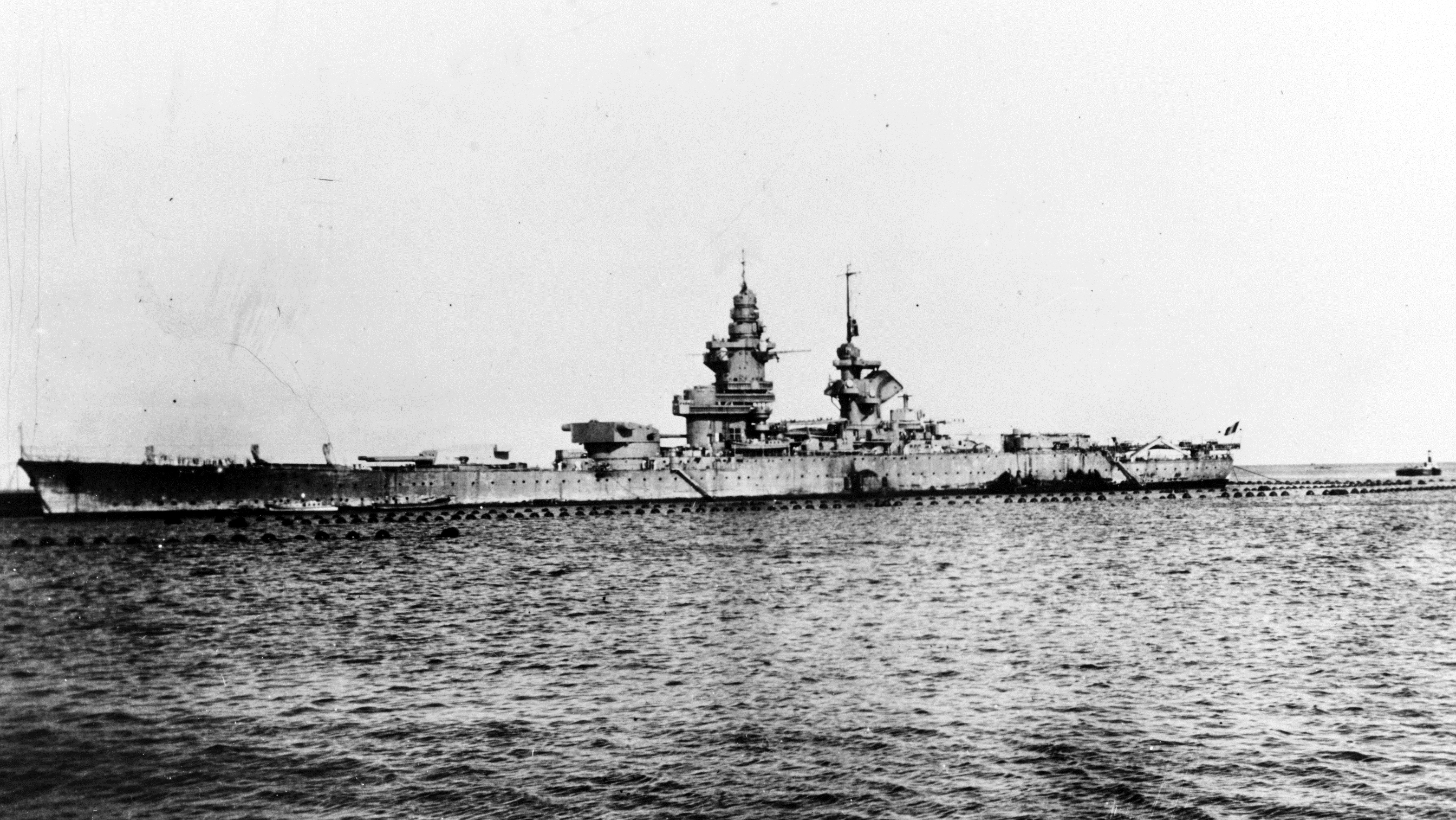
A Richelieu francia csatahajó 1940. július 25-én Dakarban
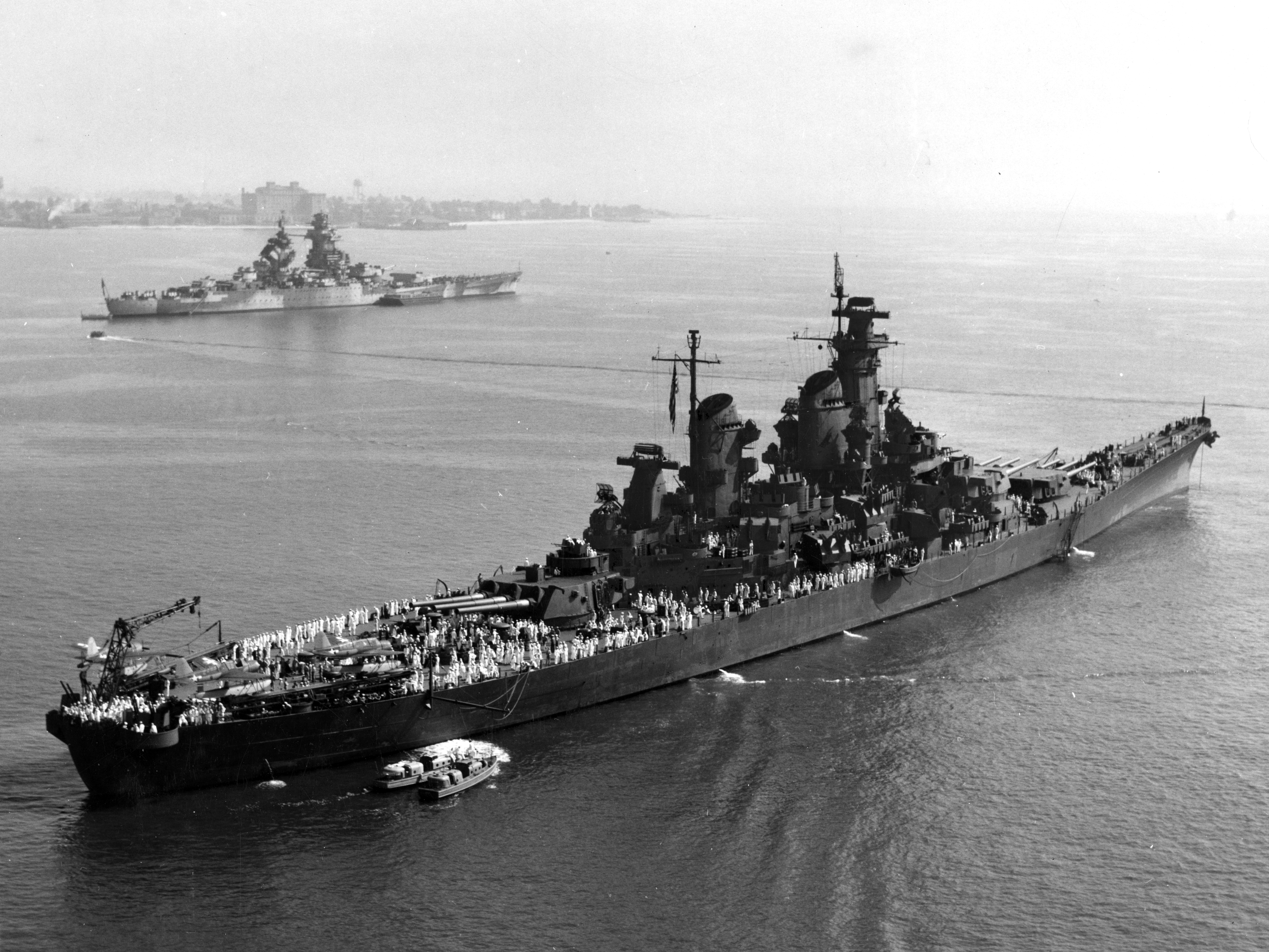
A Richelieu francia csatahajó (a háttérben) a USS New Jersey (BB-62) csatahajó társaságában, 1943. szeptember 7-én
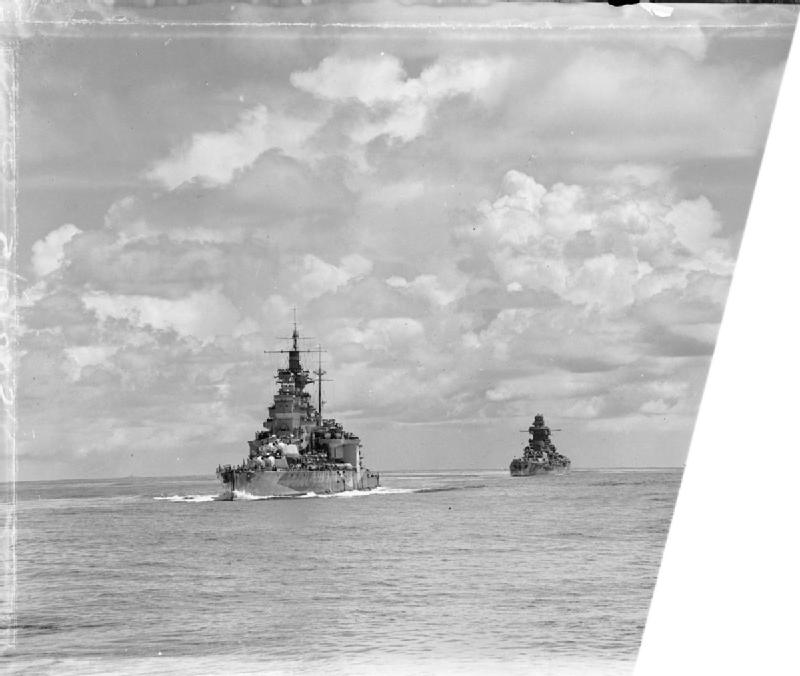
A brit HMS Valiant csatahajó a hátul haladó Richelieu trásaságában 1944-1945-ben, a Bengáli-öbölben
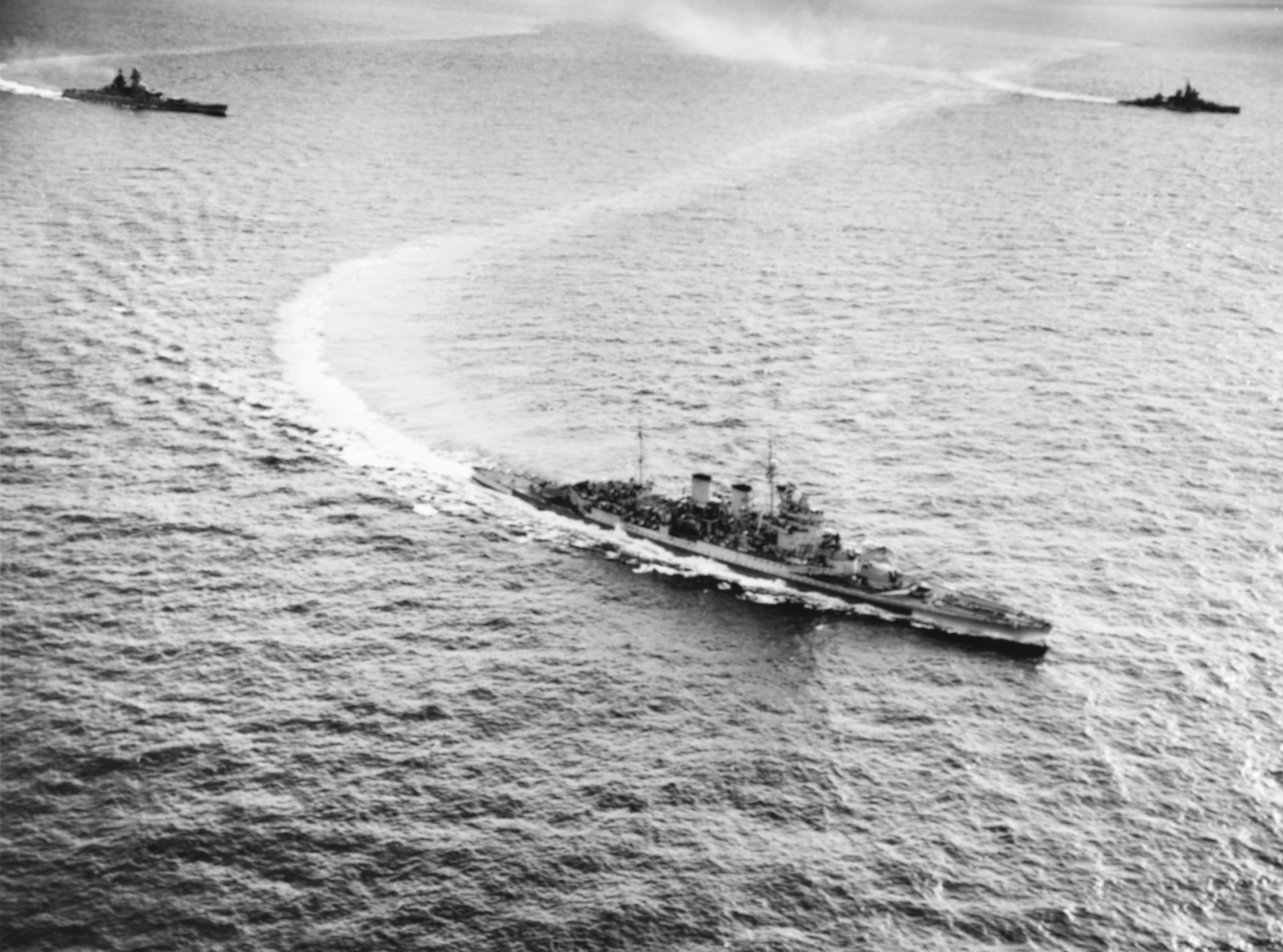
A brit HMS Renown csatacirkáló (a kép közepén) a francia Richelieu csatahajó (balra) és a brit HMS Valiant csatahajó (jobbra) társaságában, 1944. májusában

## Jean Bart
A Jean Bart csak a háború vége után készült el végleg, majd 1971-ben küldték a hajóbontóba.

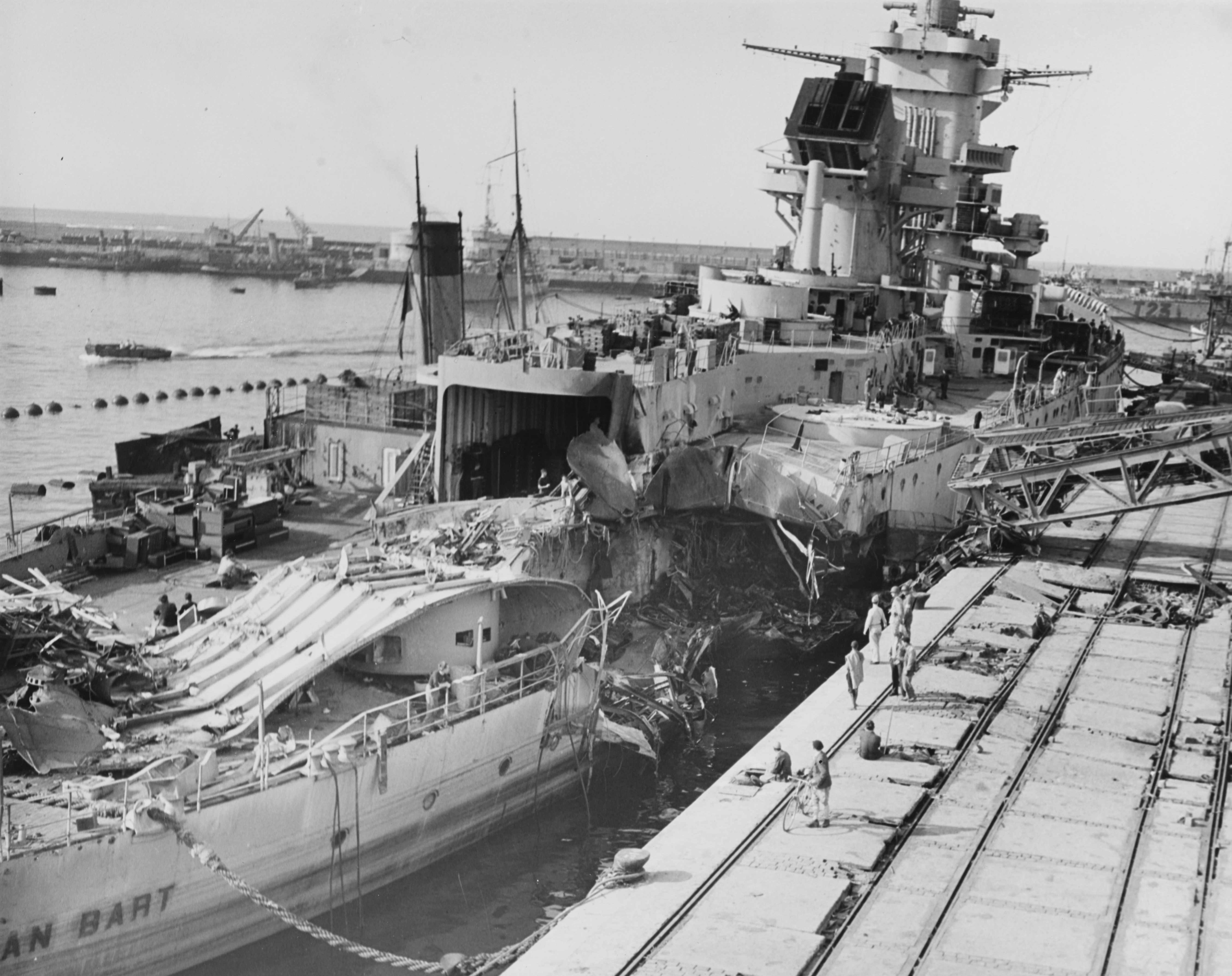
A súlyosan sérült, Richelieu osztályú Jean Bart francia csatahajó Casablanca kikötőjében, 1942. november 16-án
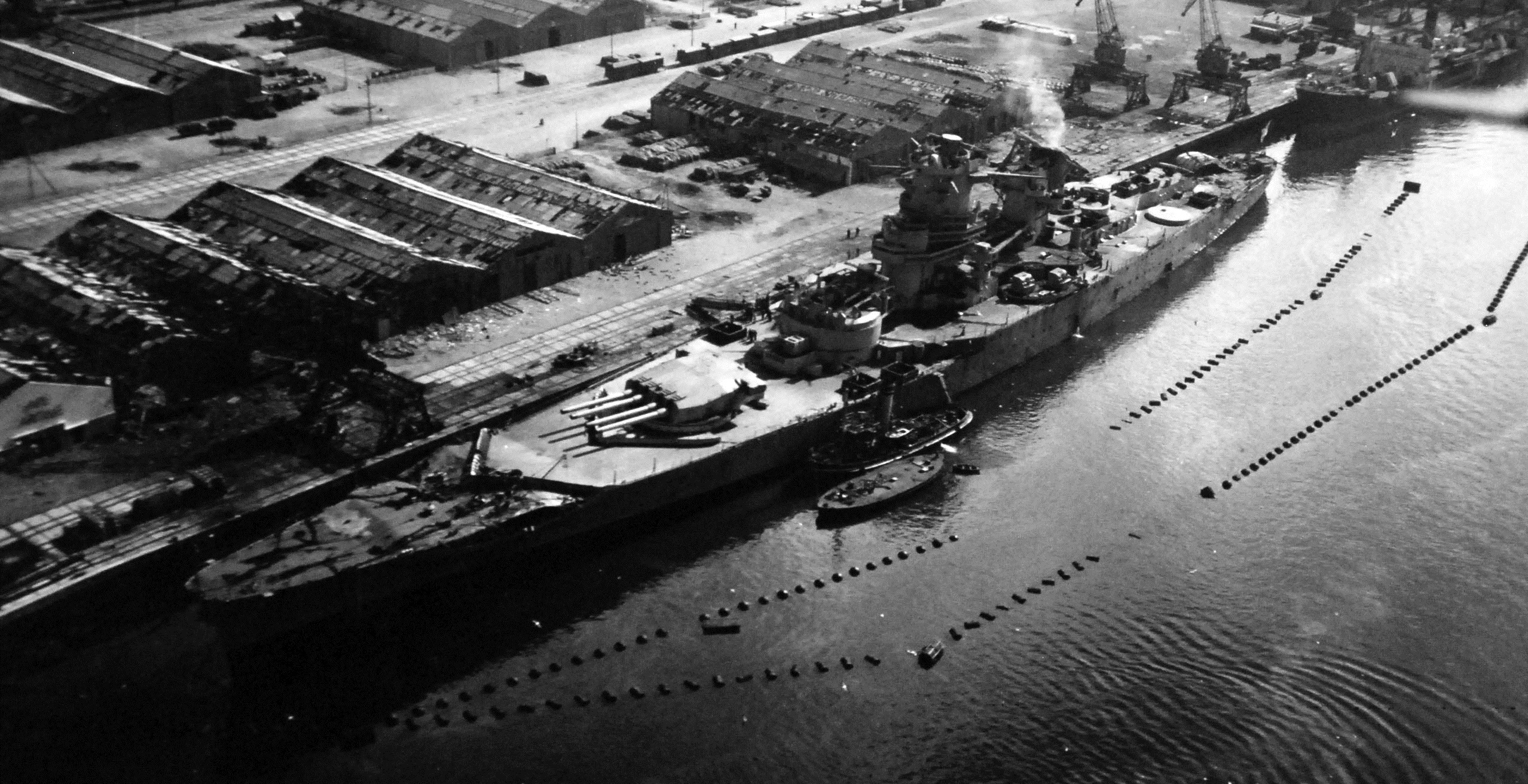
A Jean Bart csatahajó Casablanca kikötőjében, a USS Ranger repülőgép-hordozó egyik felderítő gépe által fényképezve. Látható, hogy csak egy fő lövegtornya van felszerelve
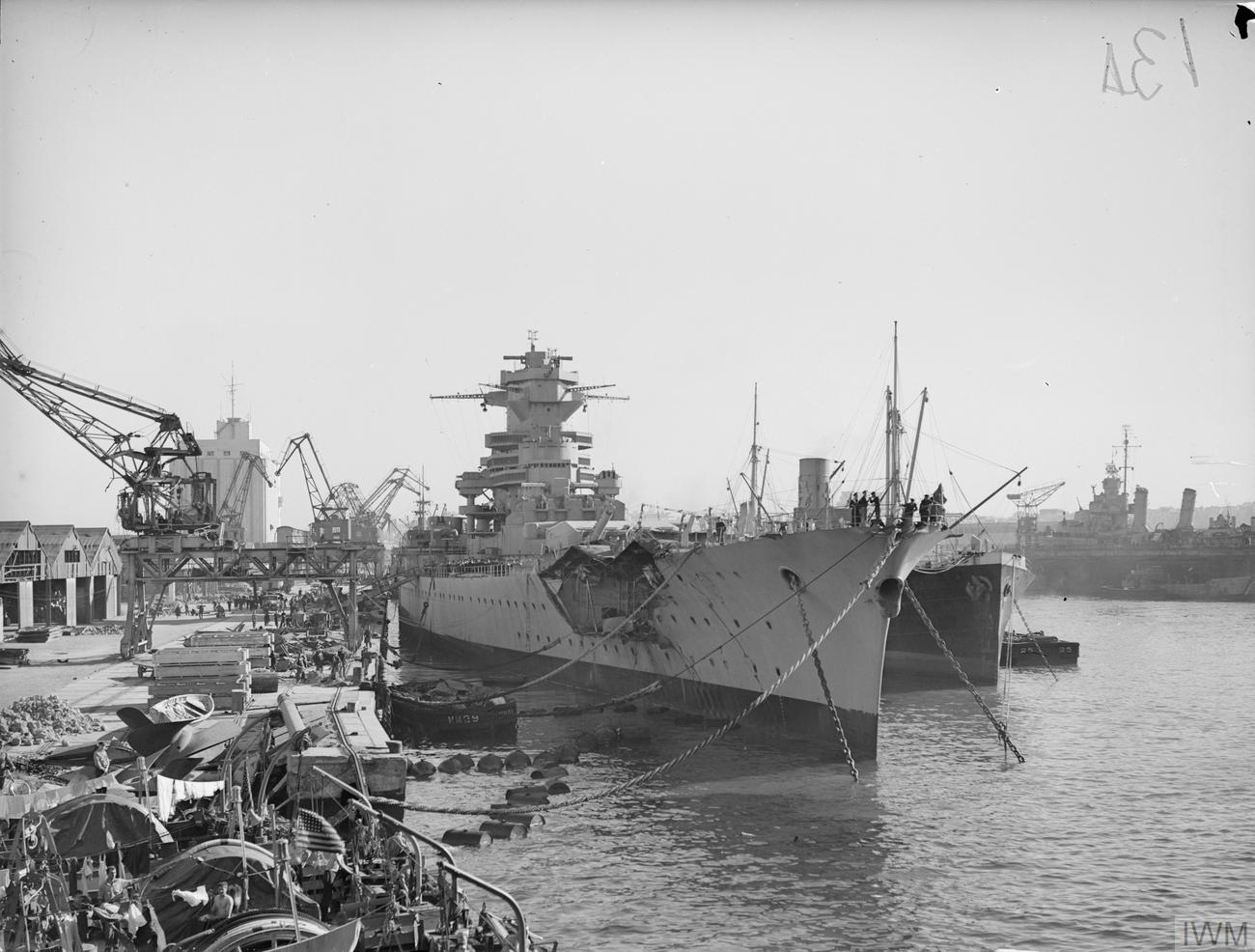
A Richelieu osztályú Jean Bart francia csatahajó Casablanca kikötőjében, 1943. januárjában
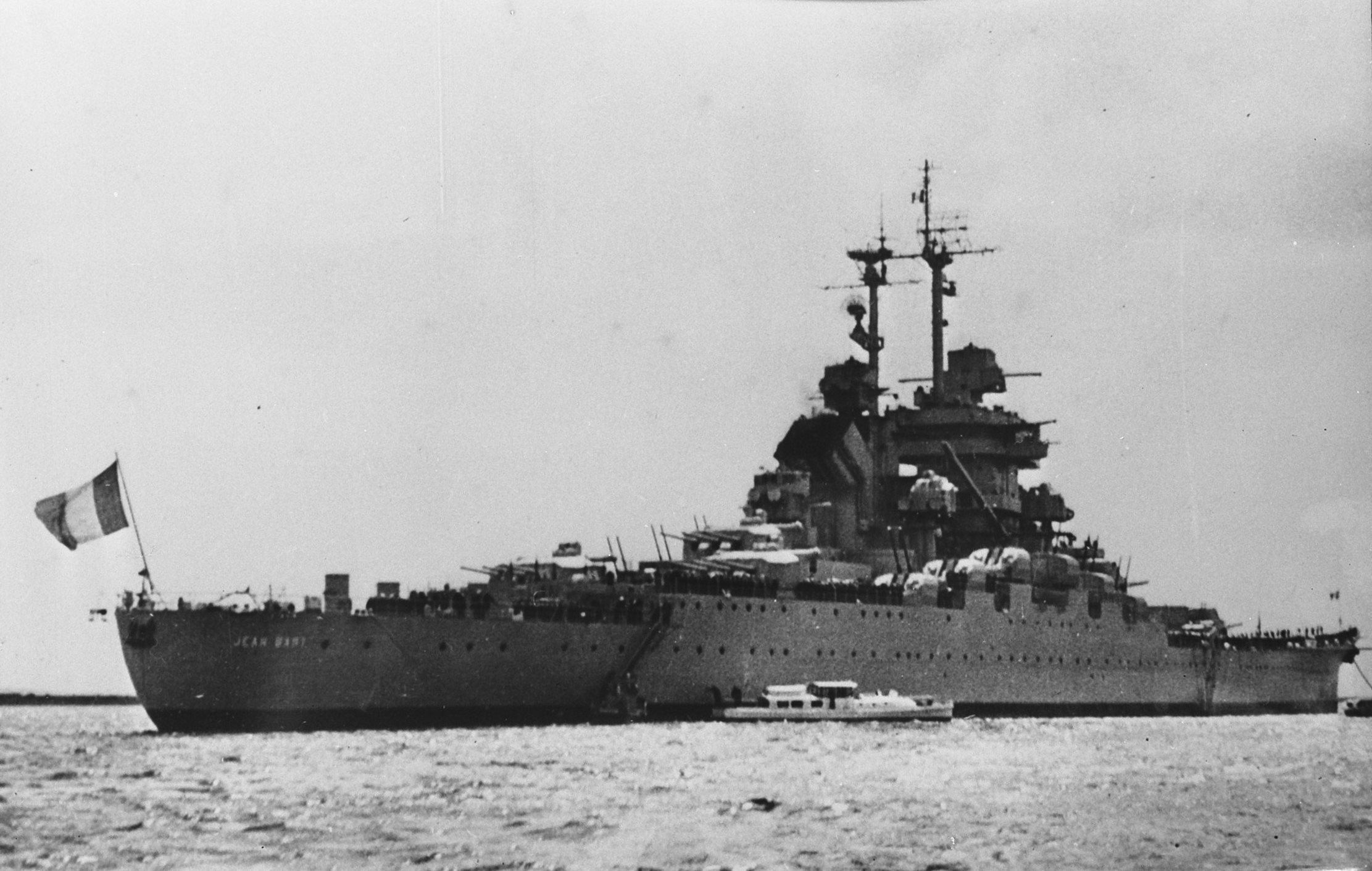
A Jean Bart francia csatahajó a Szuezi-csatornánál, 1956-ban
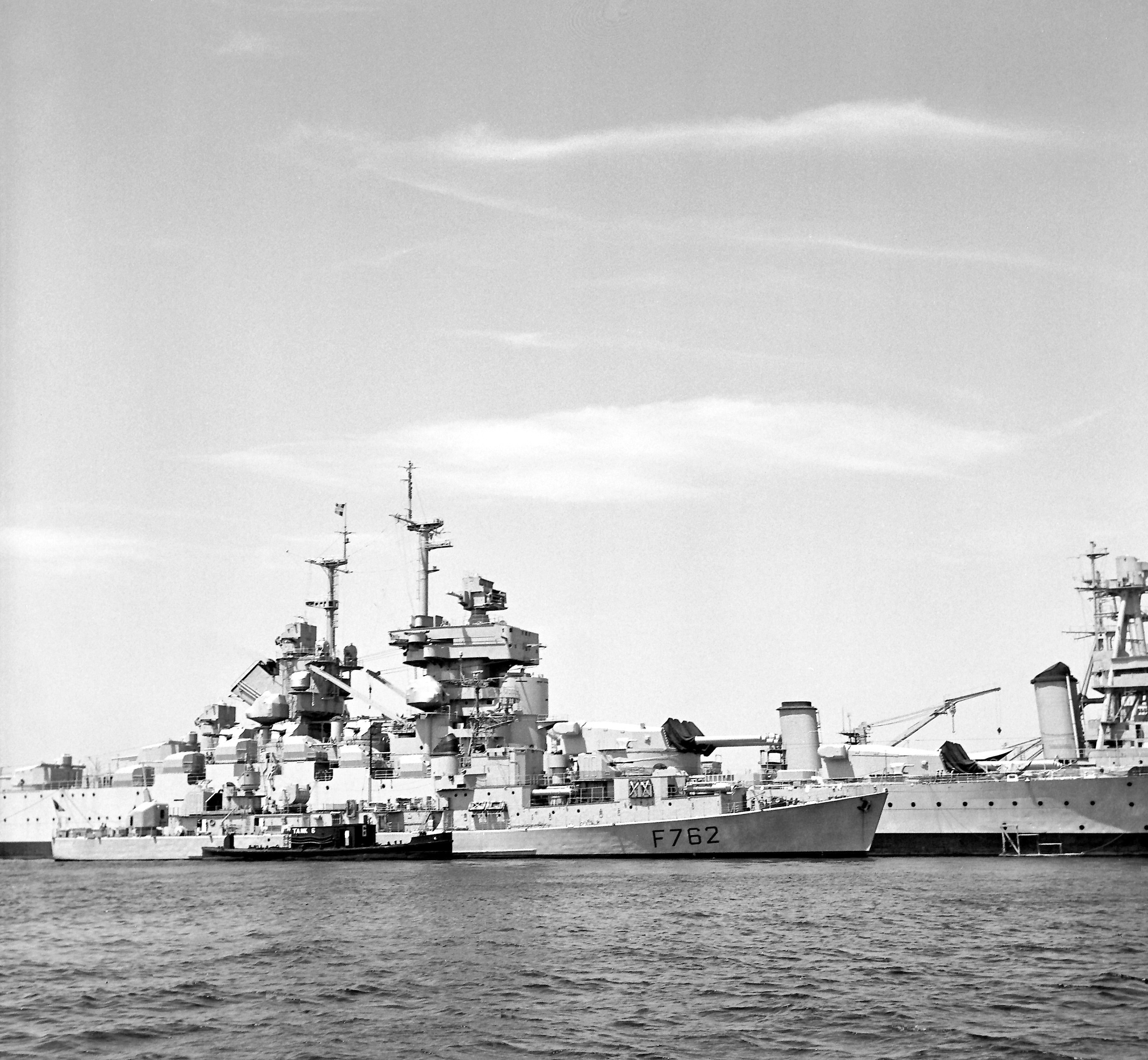
A Jean Bart francia csatahajó 1963-ban, Toulon kikötőjében

## A tervezett Alsace osztály
A francia haditengerészet a Richelieu osztály jelentősen növelt méretű változataként négy 45 500 tonna sztenderd vízkiszorítású, Alsace osztályú csatahajó (Alsace, Normandie, Flandre, Bourgogne) építését is tervezte, 12 darab 380 mm L/45 ágyúból álló fő fegyverzettel, három négylöveges toronyba építve. A hajók maximális vízkiszorítása a 60 000 tonnát közelítette volna. Technikai adatok: hossz: 252 m, szélesség: 35 m, merülés: 9.22 m. Fegyverzet: 12 db (3 x 4) 380 mm L/45 ágyú, 9 db (3 x 3) 152 mm ágyú, 16 db (8 x 2) 100 mm légvédelmi ágyú, 37 és 25 mm-es légvédelmi gépágyúk. Páncélzat: öv: 320 mm, fedélzet: 170 – 43 mm, fő lövegtornyok homlokpáncélja: 430 mm, fő lövegtornyok barbettái: 410 mm, torpedófal: 178 – 76 mm, parancsnoki torony: 79 –38 mm. 4 hidroplán, 1 katapult. Hajtómű teljesítménye: 170 000 LE, sebesség: 31 csomó. A II. világháború kitörése miatt építésük el sem kezdődött.